# Jadranska Hrvaška
Jadranska Hrvaška je ena od štirih statističnih regij Hrvaške (HR NUTS 2), ki jih je določil Državni zavod za statistiko v sodelovanju z Eurostatom. Na severu meji na Slovenijo, na vzhodu na Bosno in Hercegovino, na jugu na Črno goro, po morju pa na Italijo.
Naslednje županije so vključene v Jadransko Hrvaško:
1. Primorsko-goranska županija (Reka)
2. Liško-senjska županija (Gospić)
3. Zadrska županija (Zadar)
4. Šibeniško-kninska županija (Šibenik)
5. Splitsko-dalmatinska županija (Split)
6. Istrska županija (Pazin)
7. Dubrovniško-neretvanska županija (Dubrovnik)

Je eno najbolj obiskanih turističnih območij v EU.